# سلطان أباد (سراب)
سلطان‌ أباد هي قرية في مقاطعة سراب، إيران. عدد سكان هذه القرية هو 356 في سنة 2006.